# Polyceridae
Polyceridae Alder & Hancock, 1845 è una famiglia di molluschi nudibranchi, unica famiglia della superfamiglia Polyceroidea.

## Tassonomia
La famiglia Polyceridae comprende cinque sottofamiglie:
- Sottofamiglia Kalinginae Pruvot-Fol, 1956
  - Kalinga Alder & Hancock, 1864
- Sottofamiglia Kankelibranchinae Ortea, Espinosa & Caballer, 2005
  - Kankelibranchus Ortea, Espinosa & Caballer, 2005
- Sottofamiglia Nembrothinae Burn, 1967
  - Martadoris Willan & Chang, 2017
  - Nembrotha Bergh, 1877
  - Roboastra Bergh, 1877
  - Tambja Burn, 1962
  - Tyrannodoris Willan & Y.-W. Chang, 2017
- Sottofamiglia Polycerinae Alder & Hancock, 1845
  - Gymnodoris Stimpson, 1855
  - Lamellana Lin, 1992
  - Lecithophorus Macnae, 1958
  - Palio Gray, 1857
  - Paliolla Burn, 1958
  - Polycera Cuvier, 1817
  - Polycerella A. E. Verrill, 1880
  - Thecacera Fleming, 1828
- Sottofamiglia Triophinae Odhner, 1941
  - Colga Bergh, 1880
  - Crimora Alder & Hancock, 1862
  - Heteroplocamus Oliver, 1915
  - Holoplocamus Odhner, 1926
  - Joubiniopsis Risbec, 1928
  - Kaloplocamus Bergh, 1880
  - Limacia O. F. Müller, 1781
  - Plocamopherus Rüppell & Leuckart, 1828
  - Triopha Bergh, 1880